# Marin Karmitz

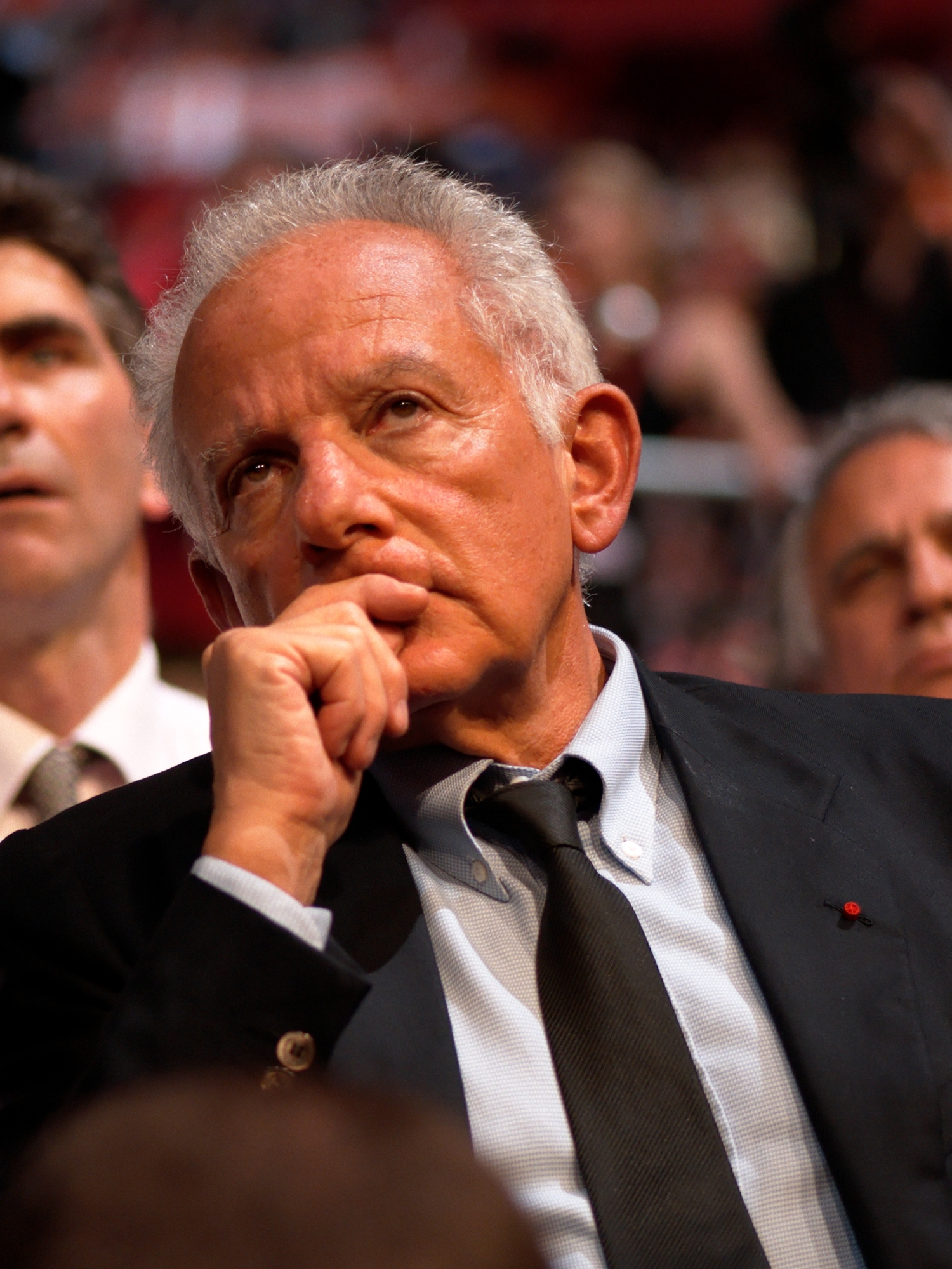
Marin Karmitz auf einer Wahlkampfveranstaltung für François Bayrou am 18. April 2007

Marin Karmitz (* 7. Oktober 1938 in Bukarest, Rumänien) ist ein rumänischstämmiger französischer Filmproduzent, Drehbuchautor und Filmregisseur.

## Leben
Als Karmitz neun Jahre alt war, flohen seine jüdischen Eltern aus Rumänien nach Frankreich, wo er in Paris sein Baccalauréat ablegte und danach das Institut des hautes études cinématographiques besuchte und nach seinem Abschluss als Kameramann arbeitete. Später gründete er die Produktionsfirma und Kinokette MK2, die sich auf Produktion und Vertrieb sogenannter Independent- oder Autorenfilme (vornehmlich Kurzfilme) spezialisiert hat. Außerdem ist er ein erklärter Gegner der Kolorierung von Schwarzweißfilmen, da er der Ansicht ist, ein Kunstwerk habe eine nachträgliche „Verbesserung“ nicht nötig. Im Jahr 2004 weigerte er sich, den Skandalfilm Die Passion Christi zu vertreiben, was dann durch Tarak Ben Ammar geschah.

## Filmografie (Auswahl)
| - 1962: Der wundersame Regenschirm (Un Jour à Paris) - 1966: Le Jardin des tuileries - 1966: Adolescence (auch Regie) - 1970: Kameraden (Camarades) (auch Drehbuch) - 1971: Coup par coup - 1980: Rette sich, wer kann (das Leben) (Sauve qui peut (la vie)) - 1981: Geheimaktion Marseille (L’Ombre rouge) - 1983: Die Mauer (Duvar) - 1984: Le bon Plaisir – Eine politische Liebesaffäre (Le bon plaisir) - 1985: Hühnchen in Essig (Poulet au vinaigre) - 1985: Niemandsland (No Man’s Land) - 1986: Inspektor Lavardin oder Die Gerechtigkeit (Inspecteur Lavardin) - 1986: Mélo - 1987: Masken (Masques) - 1987: Das Geistertal (La Vallée fantôme) - 1988: Eine Frauensache (Une affaire de femmes) - 1989: I Want to Go Home - 1990: Taxi Blues (Taksi-Blyuz) - 1991: Madame Bovary - 1992: Betty - 1993: Drei Farben: Blau (Trois couleurs: Bleu) | - 1994: Drei Farben: Weiß (Trzy kolory: Bialy) - 1994: Die Hölle (L’Enfer) - 1994: Drei Farben: Rot (Trois couleurs: Rouge) - 1995: En mai, fais ce qu’il te plaît - 1995: Biester (La Cérémonie) - 1996: Mod unter Tage (Prea târziu) - 1997: Das Leben ist ein Spiel (Rien ne va plus) - 1998: Die Stille (Sokout) - 1998: Terminus paradis - 1999: Die Farbe der Lüge (Au cœur du mensonge) - 1999: Petits Frères - 1999: Der Wind wird uns tragen (Bad ma ra khahad bord) - 2000: Signs & Wonders - 2000: Code: unbekannt (Code inconnu: Récit incomplet de divers voyages) - 2000: Chabrols süßes Gift (Merci pour le chocolat) - 2001: Ich habe dich nicht um eine Liebesgeschichte gebeten (Carrément à l’Ouest) - 2002: Kedma - 2002: Ten - 2002: Die Blume des Bösen (La Fleur du mal) - 2007: Paranoid Park - 2008: Ende eines Sommers (L'heure d'été) - 2011: Die Fee (La fée) |

## Auszeichnungen
- 1967: Oscar-Nominierung für seinen Film „Adolescence“ als bester Dokumentarfilm
- 1972: Gewinner des Interfilm-Preises des Internationalen Forums des jungen Films für den Spielfilm „Coup pour coup“
- 1994: Nominierung als Produzent des besten europäischen Films für die Drei-Farben-Trilogie von Krzysztof Kieślowski
- 1995: Nominierung für einen BAFTA Award für Drei Farben: Rot (zusammen mit Krzysztof Kieślowski)
- 1999: Gewinner des CineMerit Awards
- 2016: Kommandeur der Ehrenlegion[2]